# Sekurič
Sekurič (cyr. Секурич) – wieś w Serbii, w okręgu pomorawskim, w gminie Rekovac. W 2011 roku liczyła 618 mieszkańców.